# Strada regionale 6 Eridania Occidentale
La strada regionale 6 Eridania Occidentale (SR 6) è un'arteria di collegamento del Veneto che collega la strada regionale 482 Alto Polesana con la strada statale 16 Adriatica costeggiando la riva sinistra del Po.
La strada è suddivisa in tre tratti:
- tratto da Gaiba a Castelmassa
- tratto da Stienta a Gaiba
- tratto da Santa Maria Maddalena a Stienta

## Località attraversate

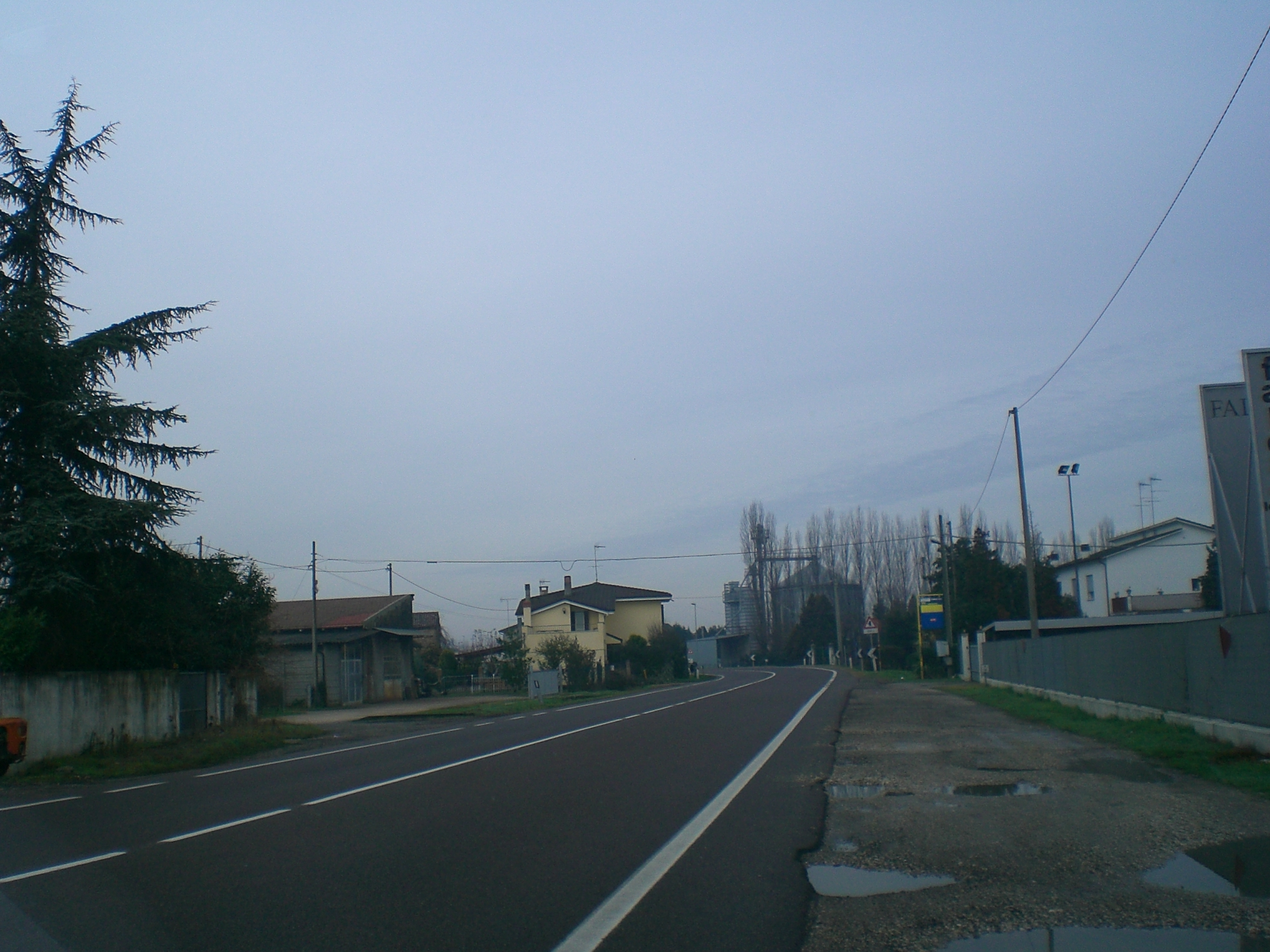
La SR 6 presso Stienta

- Santa Maria Maddalena (Occhiobello)
- Occhiobello
- Stienta
- Gaiba
- Ficarolo
- Salara
- Calto
- Castelmassa